# Thorsten Schulten
Thorsten Schulten (* 1966 in Düsseldorf) ist ein deutscher Politikwissenschaftler mit dem Schwerpunkt International vergleichende Lohn- und Tarifpolitik, Arbeitsforschung und Industrielle Beziehungen.

## Werdegang
Schulten studierte von 1985 bis 1992 Politikwissenschaften, Volkswirtschaftslehre und Soziologie an der Philipps-Universität Marburg (Abschluss Diplom-Politologe). Von 1992 bis 1993 war Mitarbeiter beim Europäischen Ausschuss der Lebensmittelgewerkschaften (EAL-IUL) in Brüssel und von 1994 bis 1996 freier Mitarbeiter beim Vorstand der IG Metall in Frankfurt am Main. Er ist seit 1997 Mitarbeiter und seit 2004 Referent für Arbeits- und Tarifpolitik in Europa am Wirtschafts- und Sozialwissenschaftlichen Institut (WSI) der Hans-Böckler-Stiftung. Er leitet das WSI-Tarifarchiv. Seit 2016 ist er Honorarprofessor an der Eberhard-Karls-Universität Tübingen. Er promovierte im Jahr 2003 zum Thema „Solidarische Lohnpolitik in Europa“ an der Philipps-Universität Marburg bei Hans-Jürgen Bieling und Frank Deppe.

## Schriften
- 1992: Internationalismus von unten. Europäische Betriebsräte in Transnationalen Konzerne. Marburg
- 1999: Tarifpolitik unter dem Euro. Perspektiven einer europäischen Koordinierung: das Beispiel Metallindustrie, Hamburg (mit Reinhard Bispinck)
- 2001: Collective Bargaining under the Euro. Experiences from the European Metal Industry, Brüssel(mit Reinhard Bispinck).
- 2004: Autonomie im Laufstall? Gewerkschaftliche Lohnpolitik in Euroland, Hamburg 2004 (mit Gabriele Sterkel und Jörg Wiedemuth)
- 2004: Europas Wirtschaft gestalten. Makroökonomische Koordinierung und die Rolle der Gewerkschaften, Hamburg (mit Eckhard Hein, Torsten Niechoj und Achim Truger).
- 2004: Solidarische Lohnpolitik in Europa. Zur Politischen Ökonomie der Gewerkschaften, Hamburg
- 2005: Macroeconomic Policy Coordination in Europe and the Role of the Trade Unions, Brüssel (mit Eckhard Hein, Torsten Niechoj und Achim Truger).
- 2005: Mindestlöhne in Europa, Hamburg 2005 (mit Reinhard Bispinck und Claus Schäfer)
- 2006: Mindestlöhne gegen Lohndumping. Rahmenbedingungen – Erfahrungen – Strategien, Hamburg (mit Gabriele Sterkel und Jörg Wiedemuth)
- 2006: Minimum Wages in Europe, Brüssel 2006 (mit Reinhard Bispinck und Claus Schäfer)
- 2008: Europa im Ausverkauf. Liberalisierung und Privatisierung öffentlicher Dienstleistungen und ihre Folgen für die Tarifpolitik, Hamburg (mit Torsten Brandt, Gabriele Sterkel und Jörg Wiedemuth)
- 2008: Wirtschaftsdemokratie und expansive Lohnpolitik. Zur Aktualität von Viktor Agartz, Hamburg (mit Reinhard Bispinck und Peeter Raane, als PDF online zugänglich)
- 2009: Privatisierung von Krankenhäusern. Erfahrungen und Perspektiven aus Sicht der Beschäftigten, Hamburg (mit Nils Böhlke, Thomas Gerlinger, Kai Mosebach und Rolf Schmucker)
- 2010: Zukunft der Tarifautonomie, 60 Jahre Tarifvertragsgesetz: Bilanz und Ausblick, Hamburg (mit Reinhard Bispinck)
- 2013: Zurück zur öffentlichen Hand, Chancen und Erfahrungen der Rekommunalisierung, Hamburg (mit Claus Matecki)
- 2015: Minimum Wages, Collective Bargaining and Economic Development in Asia and Europe - A Labour Perspective, Palgrave (mit Maarten van Klaveren und Denis Gregory)
- 2015: Wage bargaining under the new European economic governance – alternative strategies for inclusive growth, Brüssel: ETUI.(mit Guy van Gyes)
- 2016: Lohnpolitik unter europäischer „Economic Governance“. Alternative Strategien für inklusives Wachstum. Hamburg (mit Torsten Müller und Guy van Gyes)
- 2016: Öffentliche Auftragsvergabe in Deutschland Sozial und nachhaltig?, Baden-Baden (mit Detlef Sack, Eva Katharina Sarter und Nils Böhlke)
- 2020: Der Niedriglohnsektor in der Corona-Krise, in: Mindestlohn, Zeitschrift der Bundeszentrale für politische Bildung, 39–40/2020, S. 16–21.